# Massacro di Mérindol

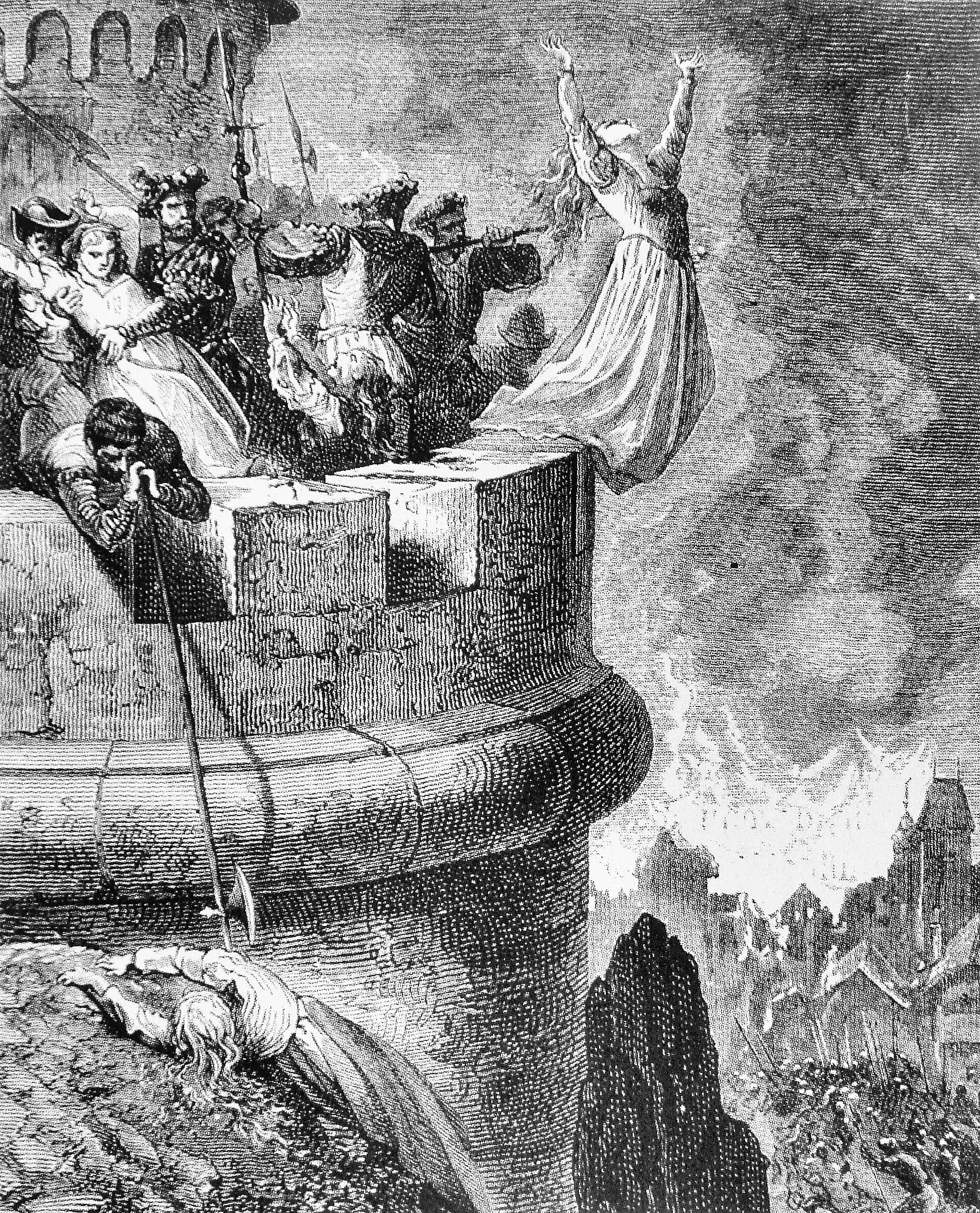
Massacro dei Valdesi a Mérindol del 1545 come immaginato da Gustave Doré (1832-1883).

Il massacro di Mérindol fu un evento storico avvenuto nel 1545, quando il re di Francia Francesco I ordinò che i Valdesi residenti nel villaggio di Mérindol fossero puniti per le loro pratiche religiose dissidenti. Di conseguenze, soldati provenzali e papali uccisero centinaia, o forse addirittura migliaia, di abitanti dei villaggi valdesi.

## Arrêt de Mérindol
Al di fuori del Piemonte, i Valdesi si unirono alle chiese protestanti locali in Boemia, Francia e Germania. Si erano raggruppati nel Luberon e professavano il proprio credo in modo accuratamente nascosto. Quando i luterani iniziarono ad entrare nella loro regione, le attività dei valdesi vennero sottoposte al controllo del governo francese.  I valdesi divennero così più militanti, arrivando a costruire aree fortificate, come a Cabrières, o ad attaccare un'abbazia.
Il 18 novembre 1541, il parlamento della Provenza emise l'"Arrêt de Mérindol" che venne confermato nel 1545 da parte del re Francesco I dopo il fallimento di diversi appelli. Ad aprile, Jean Maynier sollevò un esercito di truppe provenzali che si unirono a quelle papali dirette a fronteggiare i valdesi di Mérindol e Cabrières.

## Il massacro
I comandanti che perpetrarono i massacri del 1545 furono Jean Maynier d'Oppède, primo presidente del parlamento della Provenza, e Antoine Escalin des Aimars, di ritorno dalle guerre italiane con 2 000 veterani. Escalin stava per combattere contro gli inglesi nell'area di Boulogne dopo essere tornato da un'attività diplomatica a Costantinopoli, dove era ambasciatore francese nell'Impero ottomano. Mentre si trovava, nel 1535, a Marsiglia, gli fu chiesto di assistere Jean Maynier d'Oppède nella repressione.
I loro soldati presero i villaggi di Mérindol e Cabrières devastando anche i piccoli centri abitati valdesi vicini. Gli storici hanno stimato vennero uccise centinaia o migliaia di persone. Vennero, inoltre, catturati i sopravvissuti e mandati centinaia di uomini ai lavori forzati nelle galere francesi. In totale, distrussero tra i 22 e i 28 villaggi.
In seguito, sia Francesco I che Papa Paolo III approvarono le azioni intraprese; il Papa arrivò a conferire a Maynier gli onori imperiali. Quando Enrico II salì al trono di Francia, tuttavia, promise di indagare sugli avvenimenti. Il Parlamento di Parigi processò i comandanti dei massacri, ma alla fine li assolse tutti tranne uno. Probabilmente, tali avvenimenti, spinsero i valdesi ad avvicinarsi maggiormente alle chiese calviniste.